# 658398 Lufonds
658398 Lufonds è un asteroide della fascia principale. Scoperto nel 2008, presenta un'orbita caratterizzata da un semiasse maggiore pari a 2,698998 UA e da un'eccentricità di 0,131939, inclinata di 4,984055° rispetto all'eclittica.
Latvijas Universitātes Fonds (abbreviata in Lufonds) è una fondazione lettone che offre ai mecenati l'opportunità di sostenere i migliori studenti, ricercatori e progetti. La fondazione promuove la creazione di un ambiente di apprendimento moderno, oltre a sostenere la ricostruzione degli edifici universitari.